# رو ثور
رو ثور ( ρ Tauri) یک ستاره است که در صورت فلکی گاو قرار دارد.